# Besleria solanoides
Besleria solanoides är en tvåhjärtbladig växtart som beskrevs av Carl Sigismund Kunth. Besleria solanoides ingår i släktet Besleria och familjen Gesneriaceae.

## Underarter
Arten delas in i följande underarter:
- B. s. dentata
- B. s. solanoides
- B. s. tenera